# Lithoxus
Lithoxus là tên của một chi nằm trong họ Loricariidae. Nó là loài bản địa trong vùng nhiệt đới Nam Mỹ.

## Phép phân loại
Lithoxus được xem là đơn ngành và nằm trong chung với chi Exastilithoxus trong nhóm chị em. Cùng với nhau, hai chi này hỗ trợ cho việc miêu tả theo nhánh học.

## Loài
Hiện tại có đến tám loài nằm trong chi này:
- Lithoxus boujardi So. Muller & Isbrücker, 1993
- Lithoxus bovallii (Regan, 1906)
- Lithoxus jantjae Lujan, 2008
- Lithoxus lithoides C. H. Eigenmann, 1912
- Lithoxus pallidimaculatus Boeseman, 1982
- Lithoxus planquettei Boeseman, 1982
- Lithoxus stocki Nijssen & Isbrücker, 1990
- Lithoxus surinamensis Boeseman, 1982

## Phân bố
Khu vực sinh sống của loài cá này là từ đập sông Oyapock dọc theo biên giới giữa Brazil và Guyane thuộc Pháp. Khu vực thứ hai là qua Suriname về phía tây đến sông Tacutu dọc theo biên giới giữa Guyana và Brazil. Cuối cùng là từ phía nam tới sông Uatama và Trombetas của Brazil.

## Mô tả
Chi Lithoxus có một số loài cá dẹt nhất trên thế giới. Chúng có thể được phân biệt với những loài có hình dáng giống nhau nằm trong họ của nó bởi cái môi dưới tròn thay vì là hình oval. Cái môi dưới tròn và rộng như của Exastilithoxus với cái mép môi thi thoảng nhăn. Điểm khác nhau của hai chi này là ở đó không có râu.
Các loài trong chi Lithoxus có một cái dạ dày đặc biệt, rộng và vách mỏng. Bên cạnh đó, cái dạ dày này còn được dùng để thở bằng không khí. Có một ống mỏng, trong suốt thoát ra khỏi phần chính của dạ dày phía trước và kết thúc ở môn vị. Ruột thì không cuốn lại như những loài khác của tông Ancistrini. Con đực có dạ dày lớn hơn con cái do nó có nhiều không gian hơn. Sở dĩ có nhiều không gian hơn là vì sự khác biệt về kích thước của các tuyến sinh dục.
Màu sắc của các loài trong chi này là từ xám nhạt đến màu nâu với những vết màu nhạt trên cơ thể. Vây ngực và vây đuôi thường có những dải màu. Bề mặt bụng có màu trắng ở giữa và nhạt dần qua hai bên và không vảy. Vây đuôi hơi chẻ ra làm đôi.

## Sinh thái học
Chúng sinh sống trong môi trường nước chảy mạnh và được nói rằng là có thể sống trong những con suối nhỏ, những kênh rạch có kích thước trung bình. Cơ thê phẳng dẹt của nó cho phép nó sống bên dưới những tảng đá và cái dạ dày đặc biệt của nó cho phép nó thở bằng không khí.
Trứng của nó to, không nhiều lắm, chứng tỏ cha mẹ của nó sẽ chăm sóc nó tốt. Nhưng hành vi sinh sản của nó thì vẫn được biết.